# Swirnewe
Swirnewe (ukr. Свірневе) – wieś na Ukrainie, w obwodzie kirowohradzkim, w rejonie hołowaniwskim, w hromadzie Hołowaniwsk. W 2001 liczyła 926 mieszkańców, spośród których 906 wskazało jako ojczysty język ukraiński, 19 rosyjski, a 1 inny.